# Guess?
Guess? es una marca de líneas de ropa a nivel mundial. Usa como emblema el signo de interrogación ?. Es conocida por su publicidad con alto contenido erótico,[cita requerida] en la que destacan anuncios de televisión y vallas publicitarias. Estas se caracterizan por ser fotos en blanco y negro, que hicieron populares a modelos de la talla de Valeria Mazza, Claudia Schiffer, Yasmin Le Bon, Drew Barrymore, Anna Nicole Smith, Paris Hilton y Giorgina Rodríguez.  
Guess también produce accesorios de ropa, como relojes y joyería.

## Historia
Guess? fue fundada por los hermanos Marciano a principios de los años 1980, y desde entonces ha crecido y se ha convertido en uno de los principales diseñadores de tejanos.
Los Marciano nacieron en Marruecos y crecieron en el sur de Francia y fueron influenciados por la cultura y sentido del estilo en la región. Ellos fundaron Guess? en 1981 y vendieron sus primeros tejanos en Bloomingdale's. Los primeros tejanos Guess? fueron unos con estilo de tres cremalleras, y fueron llamados 'Marilyn'.
Los relojes guess están de la mano con su línea de alta gama, "GC".